# Stictopisthus dilutus
Stictopisthus dilutus är en stekelart som beskrevs av Schwenke 1999. Stictopisthus dilutus ingår i släktet Stictopisthus och familjen brokparasitsteklar. Inga underarter finns listade i Catalogue of Life.